# Asociación de Usuarios de Bancos, Cajas y Seguros
La Asociación de Usuarios de Bancos Cajas y Seguros (ADICAE) es una asociación de consumidores y usuarios inscrita en el registro de Asociaciones de Consumidores del Instituto Nacional de Consumo de España. Es miembro del Consejo de Consumidores y Usuarios de España y representa a los consumidores en el Comité Consultivo de la Comisión Nacional del Mercado de Valores y en la Junta Consultiva de la Dirección General de Seguros.
ADICAE defiende a los consumidores afectados por las cajas «rescatadas» por el Estado que finalmente fueron los consumidores los que pagaron parte de este rescate. ADICAE comenzó su andadura defendiendo los derechos de los usuarios en las cajas de ahorros aragonesas -CAI e Ibercaja-, y sigue haciéndolo ahora a nivel estatal, con demandas presentadas contra los gestores de estas cajas por el Estado: Bankia, CAM, Caja Castilla-La Mancha, Novacaixa Galicia, Catalunya Caixa, entre otras. 
La asociación está presidida por Manuel Pardos Vicente.

## Historia
La Asociación de  Usuarios de Bancos y Cajas de Ahorros de Aragón (AICAR) surge en Zaragoza en 1988 como una organización especializada en la protección, formación, reclamación, información y reivindicación de los derechos de los usuarios de servicios bancarios y seguros como respuesta a irregularidades en el Consejo de Administración de Ibercaja. AICAR traspasó las fronteras de Aragón, creándose ADICAE en 1990, consolidada con una fuerte presencia en el territorio nacional debido a su presencia en 29 provincias.

### Fraudes: preferentes, cláusulas suelo y otros
Entre los casos más destacados en los que ha participado ADICAE están los casos de Gescartera, Forum y Afinsa y más recientemente el fraude de las preferentes en España -venta de participaciones preferentes en condiciones engañosas- y el fraude de las cláusulas suelo en España. Asimismo posee una plataforma de creación propia en defensa de los afectados por la hipoteca. 
En 2013 ADICAE amplía su campo de acción a la defensa de los derechos de los consumidores en ámbitos mucho más allá del financiero: telecomunicaciones, energía, construcción, sanidad, moda o alimentación. Es la primera asociación que hace salir a la calle por los atracos eléctricos y por compañías eléctricas como la de Vodafone que fue condenada a devolver más de 4 millones de euros a medio millón de usuarios en una demanda de ADICAE y la fiscalía.

### Reclamaciones por gastos de formalización de hipotecas
ADICAE gestiona demandas colectivas para recuperar los gastos hipotecarios pagados por los prestatarios o hipotecados y que, a la vista de que la Sala Primera de lo Civil del Tribunal Supremo, en su sentencia 705/2015, declaró nula una cláusula sobre la asignación de los gastos de formalización de la hipoteca ya que consideró nulas las cláusulas que imponen al consumidor todos los costes derivados de la concertación del contrato como consecuencia de la intervención notarial y registral y el pago de los tributos en los que el sujeto pasivo es el banco, como sucede en determinados hechos imponibles del Impuesto de Actos Jurídicos Documentados.

## Objetivos
Esta asociación forma parte del movimiento consumerista cuyos rasgos pueden agruparse en los siguientes fines:
- La defensa de los consumidores, accionistas, partícipes, consumidores, usuarios o clientes de bancos, aseguradoras o entidades financieras en general.
- Asesoramiento y defensa judicial o extrajudicial de los consumidores y usuarios. La principal herramienta empleada por ADICAE en la defensa de sus asociados es la vía judicial colectiva. Este instrumento pretende obtener la denominada justicia colectiva en determinados fraudes masivos.
- Educación y divulgación de la educación financiera. Promoción de la participación ciudadana en la cultura financiera.
- Difusión de información pretendidamente veraz sobre los productos financieros.
- Representación de los consumidores ante organismos públicos o privados.
- Cooperación y colaboración con otras organizaciones sociales.
- Defender y asesorar a los asociados y a los ciudadanos en general ante cualquier circunstancia de las previstas en la ley 26/84 de 19 de julio de consumidores y usuarios y normativa que la desarrolla.

## Junta directiva

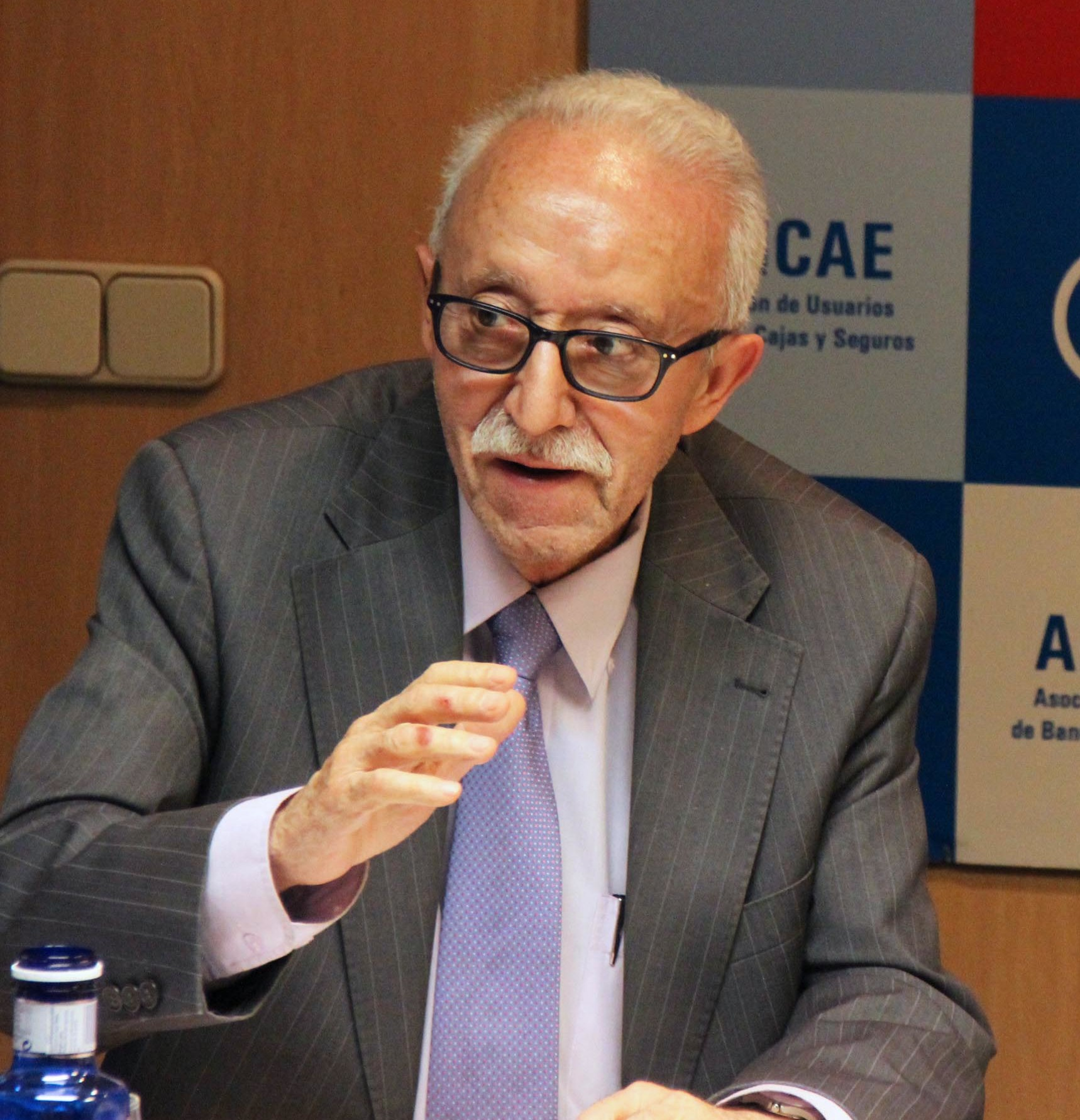
Manuel Pardos Vicente, presidente de ADICAE

La junta directiva está compuesta por Manuel Pardos Vicente (Presidente), Jordi Tarruella Mellado (Vicepresidente), Ana Folgar Alvedro (Vicepresidenta), Karina Fábregas Márquez (Secretaria), Antonio Pulido Cubero (Vicesecretario), Rafael Lobera Larrode (Tesorero), Fernando Herrero Sáez de Eguilaz (Vocal), Juan Carlos García Marcos (Vocal), María José Torrero Goni (Vocal), Víctor Cremades Erades (Vocal) y Fernando Martín Urrutia (Vocal).

## Fraude de las cláusulas suelo en España
Adicae demandó judicialmente a numerosas entidades bancarias por la inclusión en los préstamos hipotecarios de cláusulas suelo consideradas cláusulas abusivas. El 7 de abril de 2016 el juzgado de lo Mercantil n.º 11 de Madrid anuló, por falta de transparencia, las cláusulas suelo abusivas de los contratos hipotecarios de la mayoría de los 15.000 afectados de la macrodemanda interpuesta contra 101 entidades financieras.

### Sentencia de 2013 del Tribunal Supremo
El 9 de mayo de 2013 se declaró su nulidad y carácter abusivo por sentencia del Tribunal Supremo de España si bien limitó la devolución de las cantidades ilegalmente cobradas por los bancos desde la fecha de dicha sentencia mediante nueva sentencia de 17 de abril de 2015.

### Sentencia de 2016 del Tribunal de Justicia de la Unión Europea
Sin embargo, el Tribunal de Justicia de la Unión Europea dictaminó, en sentencia inapelable de 21 de diciembre de 2016, en contra de la limitación de la retroactividad de la nulidad de la cláusulas suelos por lo que los bancos y cajas de ahorro están obligados a devolver todo el dinero cobrado ilegalmente por las cláusulas suelo desde la firma de la hipoteca inmobiliaria para la adquisición de vivienda.

### Sentencia Audiencia Provincial de Madrid
La importancia del fallo de la Audiencia Provincial de Madrid es un éxito de la acción colectiva, una sentencia que condena a todos los bancos por la fraudulenta cláusula suelo, les prohíbe seguir usándola y ordena devolver íntegramente lo cobrado ilegalmente desde la firma de la hipoteca y no solo desde mayo de 2013.

## Actividad institucional
ADICAE tiene un papel institucional impulsando la proposición de ley de transparencia en los contratos como cambio de fondo para los consumidores y las prácticas del mercado. Además vigila la tramitación de MIFID II, la ley de distribución de seguros y la de crédito inmobiliario.

## Controversias
Entre 2014 y 2019, Adicae sumó un total de 22 condenas y 231.273 euros de indemnizaciones por las condiciones laborales de los trabajadores.
En junio de 2022, el Juzgado de 1.ª Instancia 90 de Madrid declara la nulidad de los acuerdos adoptados en el IV Congreso de Adicae Nacional celebrado en enero de 2019, en el que había sido reelegido presidente Manuel Pardos.